# يهوشوا يلين

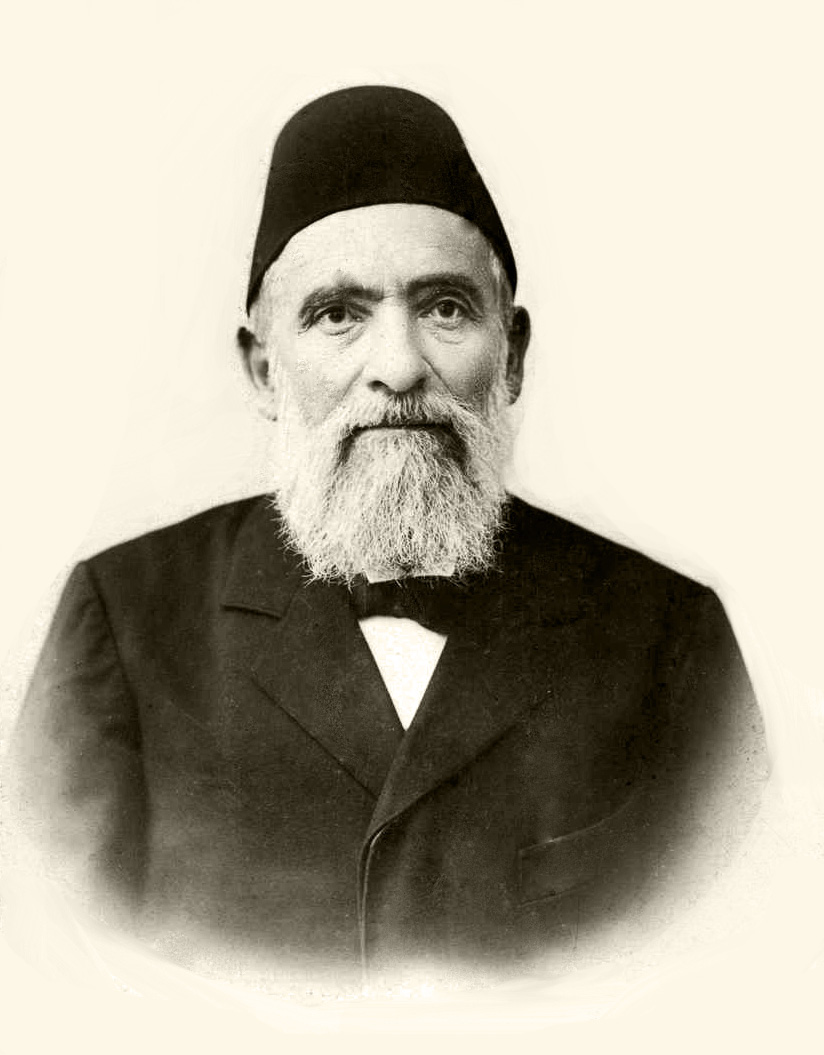
يهوشوا يلين

يهوشوا يلين (יהושע ילין، 23 تموز (يوليو) 1843 – 7 أيار (مايو) ، 1924) رجل أعمال البارز جداً من أهل اليشوف القديم في مدينة القدس.

## حياته وأعماله
ولد يهوشوا يلين في القدس في 21 يوليو (تموز) 1843. كان ابنًا لليبا وديفيد يلين، اللذين ولد لهما في القدس بعد تسعة عشر عامًا من ولادة أخته الوحيدة حافا، وبعد تسع سنوات من هجرتهما إلى فلسطين من لومزا، بولندا. في سن الثالثة عشرة، تزوج من ساراش، ابنة البارناس شلومو يحزقيل يهودا، الذي هاجر في نفس العام (1856) من بغداد وينتمي إلى يهود الدول الإسلامية. وقد أقيمت حفلات الخطبة، على الرغم من أن اندماج المجتمعات المختلفة كان أمرًا خاصًا وغير عادي في تلك الأيام.
في عام 1860، اشترى والد يهوشوع، ديفيد يلين، مع صهره شاول يهودا، بستان زيتون في قرية قالونيا. وبُنيت قرية موتزا لاحقًا على هذه الأراضي. خطط ديفيد لإنشاء مزرعة زراعية على هذه الأراضي، ونزل للمارة والسياح والمصطافين. ومع ذلك، بسبب مضايقات باشا القدس والشيخ اللص في أبو غوش، وكذلك بسبب وضع القنصل البريطاني جيمس فين، الذي تم مساعدته والاعتماد عليه لتطوير هذه المبادرة (لكن فين تورط في الديون وغادر البلاد)، خسر يهوشوع وشاول قدرًا كبيرًا من المال، وبعد سداد جميع الديون، لم يتبق لهما أي شيء تقريبًا.
أصيب شاؤول يهودا بالاكتئاب ومرض وتوفي فجأة في عام 1864 عن عمر يناهز 24 عامًا. افتتح يهوشوا يلين، الذي تولى إدارة قطعة الأرض في موتزا بعد وفاة والده، شركة صرافة بالشراكة مع شقيقه بالتبني ليف هورويتز. في نفس العام، أنجبت سارة ويهوشوا ابنًا اسمه ديفيد يلين، على اسم والده ديفيد يلين (الأول).
كان يلين أحد المؤسسين السبعة لحي نحلات شيفع. بعد بضع سنوات، شارك في تأسيس حي إيفين يسرائيل واشترى أيضًا قطعتي أرض في حي ميا شعريم عند تأسيسه.
في عام 1872، حاول هو وعدد من الأصدقاء المشاركة في مناقصة لشراء أرض في أريحا من الحكومة التركية. أطلقوا على هذه المبادرة الاستيطانية "بيتح تكفا"، وعندما علمت الحكومة أن البيع لم يكن لرعايا عثمانيين، ألغت البيع. ورغم أن هذه المحاولة لم تتحقق، إلا أنهم نجحوا بعد سنوات قليلة في تنفيذ مبادرة مماثلة بإنشاء "أم المستعمرات" - والتي أطلق عليها اسم بتاح تكفا. لم ينضم يهوشوا يلين إلى هذه المستوطنة وظل يعيش في مدينة القدس.
في عام 1872 استأجر أرضًا بالشراكة مع بنيامين سالانت وإسحاق جولدشميت من خلال علاقات مع البدو في شرق الأردن، من أجل زراعة الحبوب على هذه الأرض. في نفس العام، ولدت ابنته راشيل مسعودا. بعد حوالي عامين، بسبب تقاعد شركائه، انسحب أيضًا من هذه المبادرة الزراعية، لكنه استمر في الحفاظ على علاقاته مع البدو في المنطقة.
في عام 1881، سافر يهوشوا يلين إلى الهند لزيارة أقارب زوجته الأثرياء، عائلة ديفيد ساسون. وعندما عاد، دخل في شراكة مع نفتالي ليون وأنشأوا شركة لتبادل العملات وبيع التبغ، فضلاً عن تجارة الجلود لعدة سنوات. خلال تلك السنوات، عمل أيضًا ممثلًا للقنصل البريطاني في المحكمة التجارية للحكومة التركية.
في عام 1884 انضم إلى شركة مزكريت موشيه، التي بنت أحياء بأموال من مؤسسة موسى مونتيفيوري. في عام 1885 زوج ابنه ديفيد من ابنة يحيئيل ميخال بينس. بعد ذلك، بنى منزله في حي مزكريت موشيه، وهكذا غادر البلدة القديمة أيضًا. في عام 1887 زوج ابنته راحيل من يحزقيل دانين (سوخوفولسكي)، اللذين كانا معًا من بين مؤسسي أحوزات بيت ووالدي عزرا دانين. في عام 1891 باع 70 دونمًا من الأرض التي اشتراها في كالونيا لجمعية حوفيفي صهيون، ثم باع لهم فيما بعد بقية أراضيه هناك، والتي تأسست عليها مستعمرة موتسا. وفي عام 1897 انتخب عضواً في بلدية القدس، فأصبح بذلك أول أشكنازي يتولى هذا المنصب.